# Lalla Khadija de Marrocos
Lalla Khadija (Rabat, 28 de fevereiro de 2007) é a segunda filha do rei Maomé VI do Marrocos e de sua ex-mulher, a princesa Lalla Salma.
O Príncipe Herdeiro do Marrocos, Moulay Hassan, é seu irmão mais velho.
Apesar de ser filha do rei, ela não está na linha de sucessão ao trono marroquino, uma vez que mulheres não podem ser monarcas no Marrocos.

## Nascimento
Khadija nasceu em 28 de fevereiro de 2007, sendo seu nascimento comemorado com 21 tiros de canhão.
Comemorando o seu nascimento, foi concedido perdão real a milhares de prisioneiros.

## Educação
Aos quatro anos, a Princesa começou a ser educação na Escola Principesca do Palácio Real de Rabat, sendo suas primeiras aulas dedicadas ao estudo do Corão, árabe e francês.

## Funções oficiais
Em 17 de setembro de 2018,ela participou, com o pai e o irmão, de seu primeiro ato oficial: uma cerimônia de apresentação de um balanço sobrea a reforma educacional do país. O Palácio Real também enfatiza a presença de Khadija na recepção ao Rei Felipe da Espanha e sua esposa Leticia quando o casal visitou o Marrocos.
Em 13 de dezembro de 2019 ela atendeu a seu primeiro ato oficial sozinha, participando de um evento no Zoo de Rabatl.

## Título
- Sua Alteza Real a Princesa Lalla Khadija.[3]